# Міло (Міссурі)
Міло (англ. Milo) — селище (англ. village) в США, в окрузі Вернон штату Міссурі. Населення — 57 осіб (2020).

## Географія
Міло розташоване за координатами 37°45′19″ пн. ш. 94°18′19″ зх. д. / 37.75528° пн. ш. 94.30528° зх. д. (37.755412, -94.305146).  За даними Бюро перепису населення США в 2010 році селище мало площу 0,20 км², уся площа — суходіл.

## Демографія
Згідно з переписом 2010 року, у селищі мешкало 90 осіб у 32 домогосподарствах у складі 22 родин. Густота населення становила 455 осіб/км².  Було 36 помешкань (182/км²).
Расовий склад населення:
| - 96,7 % — білих - 3,3 % — корінних американців |

До двох чи більше рас належало 0,0 %. Частка іспаномовних становила 1,1 % від усіх жителів.
За віковим діапазоном населення розподілялося таким чином: 28,9 % — особи молодші 18 років, 57,8 % — особи у віці 18—64 років, 13,3 % — особи у віці 65 років та старші. Медіана віку мешканця становила 37,0 року. На 100 осіб жіночої статі у селищі припадало 83,7 чоловіків;  на 100 жінок у віці від 18 років та старших — 88,2 чоловіків також старших 18 років.
Середній дохід на одне домашнє господарство  становив 34 759 доларів США (медіана — 29 500), а середній дохід на одну сім'ю — 34 532 долари (медіана — 26 625). За межею бідності перебувало 17,3 % осіб, у тому числі 32,1 % дітей у віці до 18 років та 28,6 % осіб у віці 65 років та старших.
Цивільне працевлаштоване населення становило 50 осіб. Основні галузі зайнятості: будівництво — 22,0 %, транспорт — 18,0 %, науковці, спеціалісти, менеджери — 18,0 %.